# 皮拉瓦莱
皮拉瓦莱（法語：Puits-la-Vallée，法語發音：[pɥi la vale]）是法国瓦兹省的一个市镇，属于克莱蒙区。

## 地理
皮拉瓦莱（49°34'57"N, 2°11'34"E）面积4.31 平方千米，位于法国上法蘭西大區瓦兹省，该省份为法国北部内陆省份，北起索姆省，西接厄尔省和滨海塞纳省，南至塞纳-马恩省和瓦兹河谷省，东临埃纳省。
与皮拉瓦莱接壤的市镇（或旧市镇、城区）包括：弗朗卡斯泰勒、弗鲁瓦西、拉绍塞迪布瓦代屈、迈松塞勒蒂勒里、乌尔塞勒迈松。

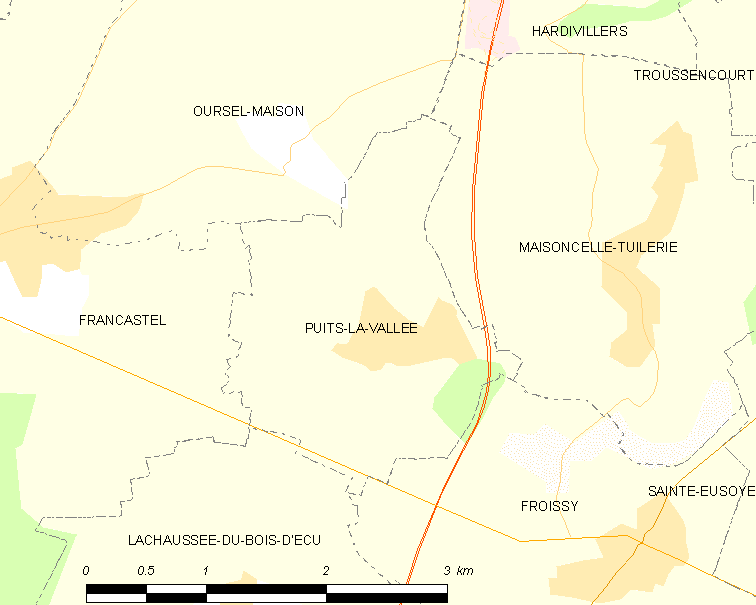
皮拉瓦莱的OSM定位图

皮拉瓦莱的时区为UTC+01:00、UTC+02:00（夏令时）。

## 行政
皮拉瓦莱的邮政编码为60480，INSEE市镇编码为60518。

## 政治
皮拉瓦莱所属的省级选区为圣瑞斯特昂绍塞县。

## 人口

1962-2008年间皮拉瓦莱人口变化图示

皮拉瓦莱于2022年1月1日时的人口数量为205人。